# Megachile minutissima
Megachile minutissima (лат.) — вид пчёл из семейства Megachilidae. Ближний Восток: Северная Африка (Египет), Западная и Центральная Азия (Израиль, Иран, Афганистан, Пакистан, Саудовская Аравия, ОАЭ и другие). Мелкие пчёлы, длина тела около 6 мм.
В пустынях эмирата Дубая (Dubai Desert Conservation Reserve, ОАЭ) отмечены на цветках растений Fabaceae (Mimosoideae), люцерны посевной и ещё около 10 видов. Самки летают в апреле, мае и июне; начинают посещать люцерну не ранее 9 am, максимальная активность наблюдается около 1 pm, а полностью прекращается после 5 pm (наблюдения с помощью искусственных гнездовий в Египте). Гнёзда почвенные с глубиной ходов до 27 см и диаметром входа от 4 до 7 мм. В них пчёлы делают от 2 до 14 расплодных ячеек с кусочками листьев. В гнёздах в качестве клептопаразитов отмечены пчёлы Coelioxys coturnix Pe´rez (Coelioxys, Megachilini) и осы Sapyga luteomaculata Pic (Sapygidae) (Rozen and Kamel 2007, 2008, 2009).